# 大阪港駅
大阪港駅（おおさかこうえき）は、大阪府大阪市港区築港三丁目にある、大阪市高速電気軌道 (Osaka Metro) 中央線の駅。駅番号はC11。
駅名標には「海遊館前」という副駅名が印字されているほか、海遊館で飼育されているジンベエザメ・カマイルカ・アデリーペンギンがあしらわれている。車内自動放送でも「次は、大阪港、大阪港、海遊館前」と案内される。かつては縦書式の駅名標に「天保山」と副駅名が記載されていた。

## 歴史
1868年9月1日（慶応4年7月15日）に開港した大阪港は、安治川左岸の富島（現在の大阪市西区川口の一部）に位置する河港だったため、1897年（明治30年）10月17日に海港の埋立造成（大阪港第一次修築工事）が始まった。当駅が位置する築港および海岸通はその先陣を切って完成した地区である。
築港大桟橋（現在の中央突堤）手前の大阪税関本関前には大阪市電の第一期路線である大阪市電築港線の終点・大阪港電停があり、現在の大阪港駅のある築港交差点には三条通四丁目電停があった。天保山桟橋（現在の天保山岸壁）手前の天保山交差点には大阪市電築港北海岸通線の天保山桟橋電停があり、三条通四丁目電停で築港線に合流していた。1960年（昭和35年）8月1日、これらの電停はいずれも地下鉄建設に伴い休止となり、その後廃止されている。

### 年表
- 1961年（昭和36年）12月11日：大阪市営地下鉄4号線（現在のOsaka Metro中央線）の当駅 - 弁天町駅間の開通と同時に開業。
- 1997年（平成9年）12月18日：OTSテクノポート線の当駅 - コスモスクエア間が開業し、相互直通運転の境界駅となる。ただし乗務員の交代はなかった（テクノポート線も交通局の乗務員が運転）。
- 2005年（平成17年）7月1日：OTSの鉄道事業が大阪市交通局に譲渡（線路のみOTSが管理）されたことで大阪市営地下鉄の駅に一本化、大阪市営地下鉄中央線の中間駅となる。
- 2018年（平成30年）4月1日：大阪市交通局の民営化により、大阪市高速電気軌道 (Osaka Metro) の駅となる。
- 2022年（令和4年）4月7日：駅のリニューアルが発表された。デザインコンセプトは「海」。 ホーム西側に展望デッキが新たに設置される予定[1][2]。
- 2024年（令和6年）7月12日：可動式ホーム柵の運用を開始[3]。
- 2025年（令和7年）
  - 3月5日：駅名標・通路にイラスト、副駅名が追記。副駅名は「海遊館前」。（「天保山」の副駅名は廃止）
  - 3月31日：駅リニューアルが完成。
  - 4月11日：ホーム西側の展望デッキ完成。

## 駅構造

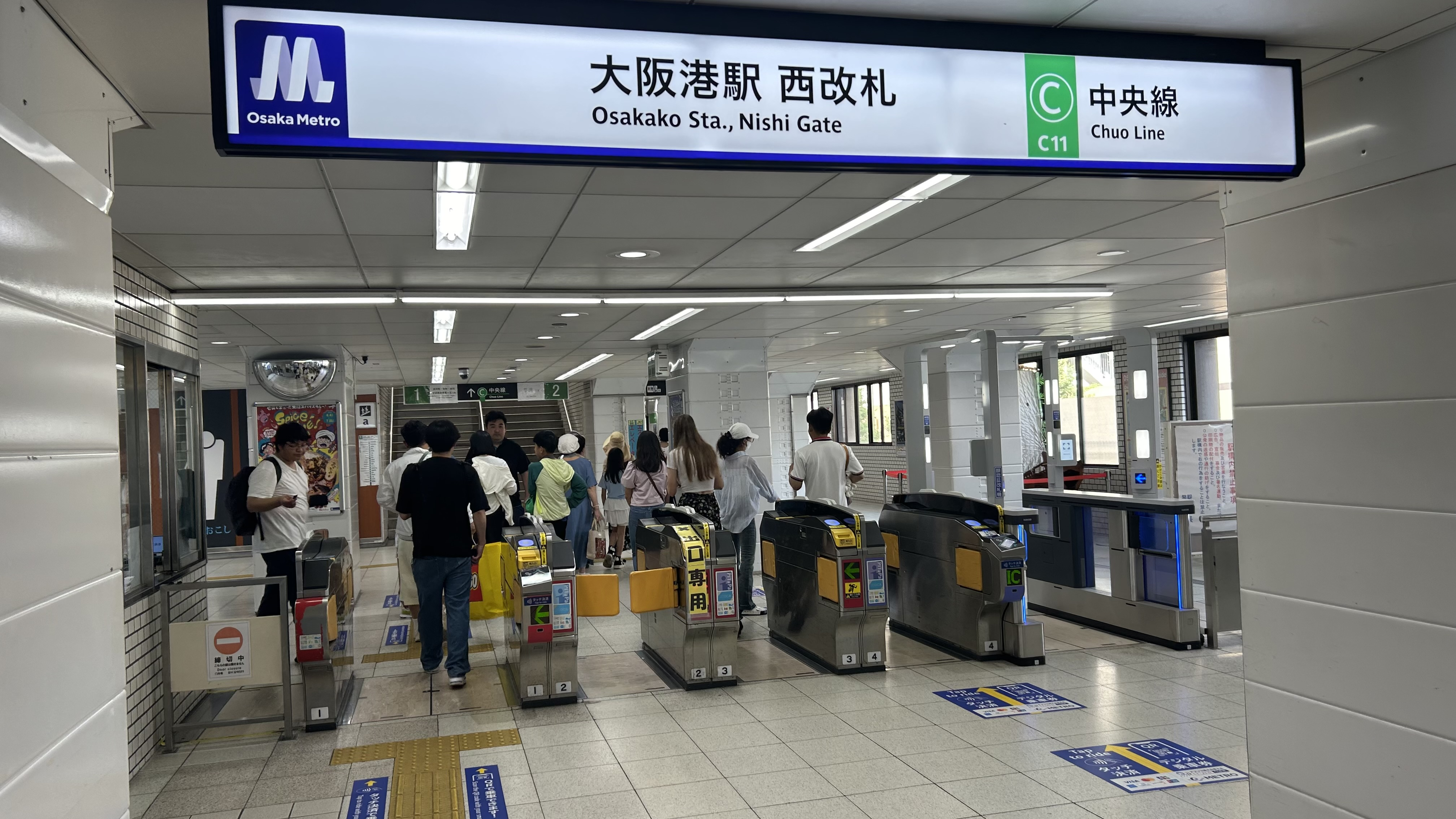
西改札口
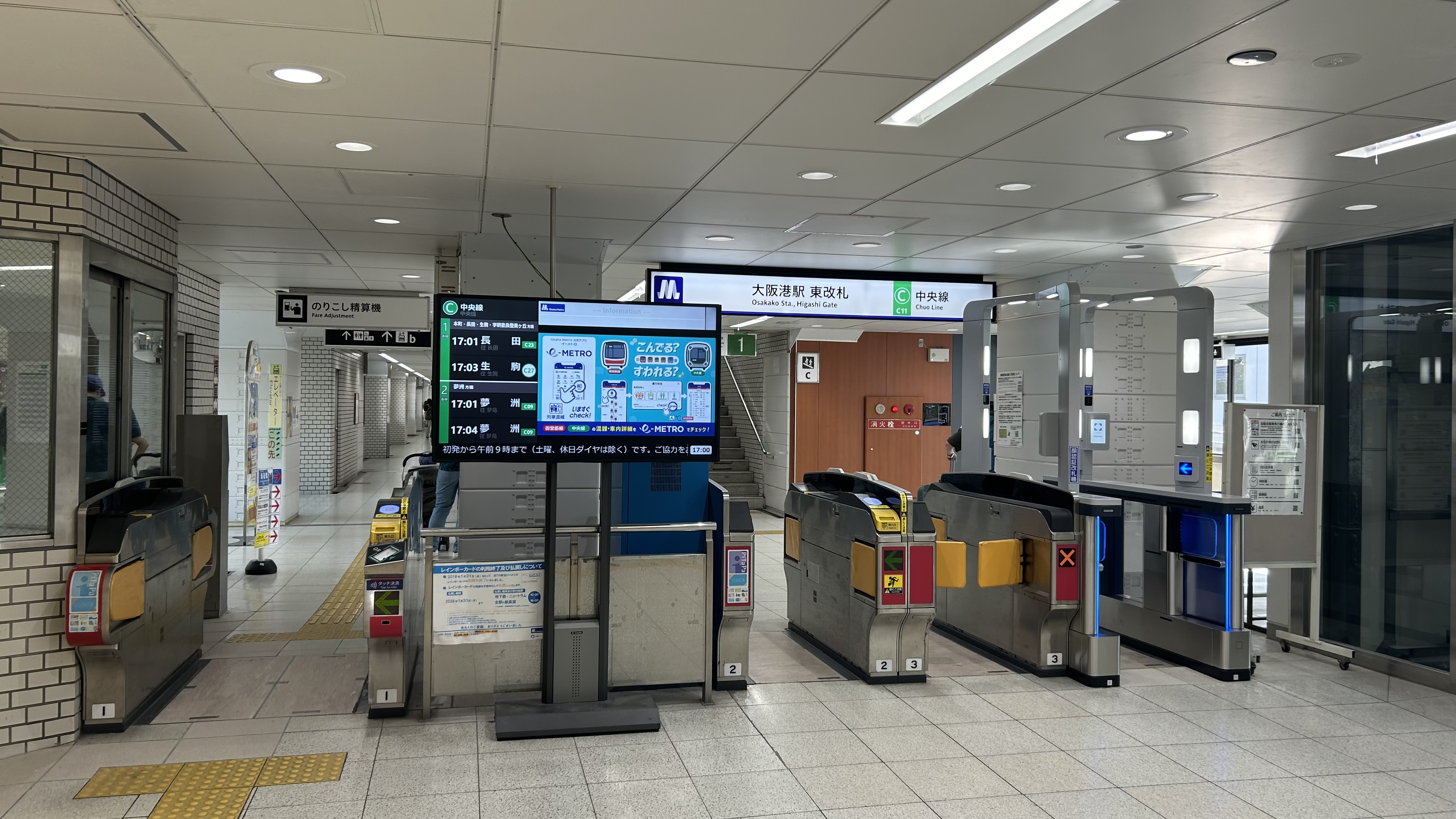
東改札口
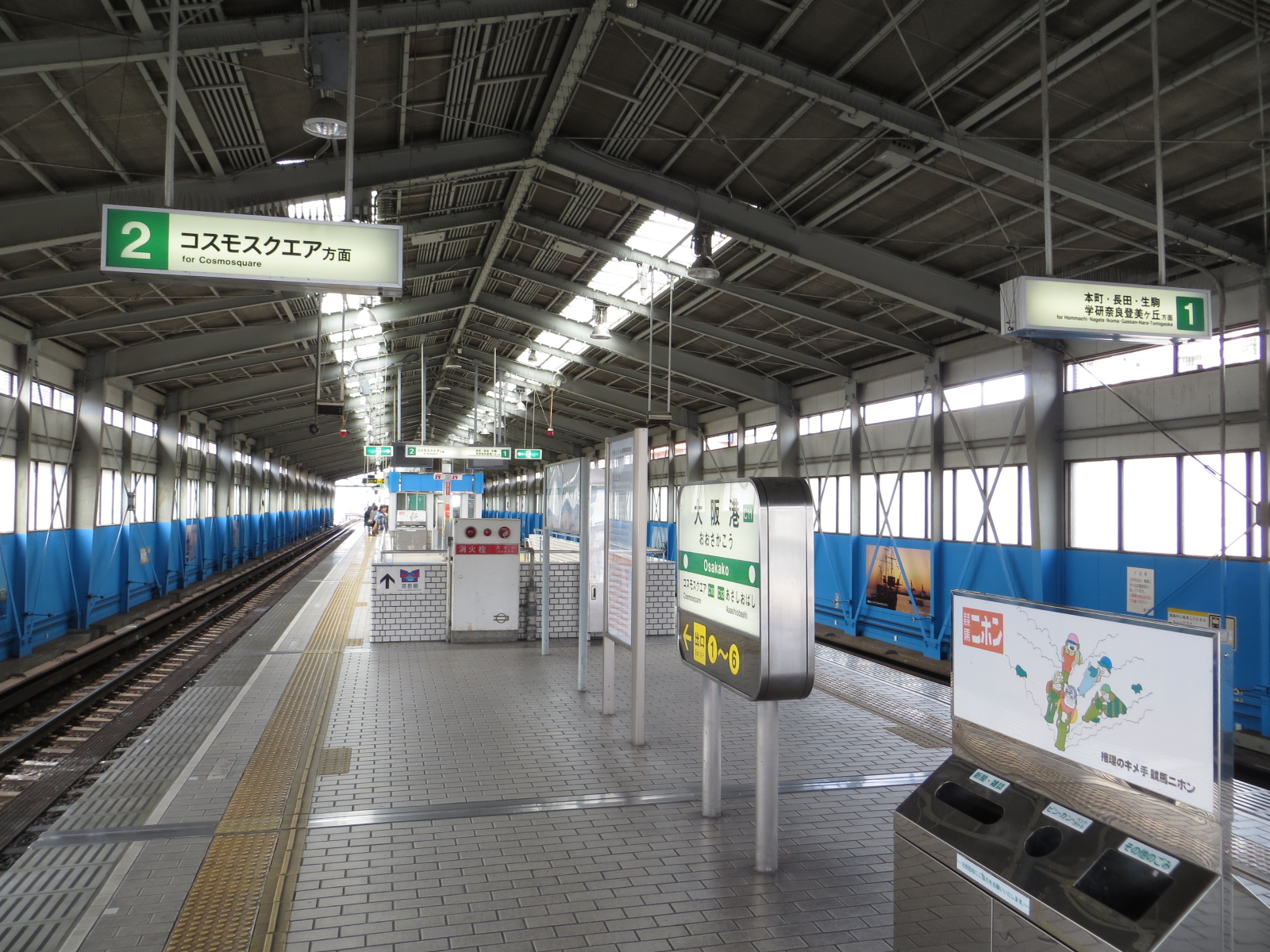
プラットホーム（リニューアル前、ホーム柵設置前、2014年8月）
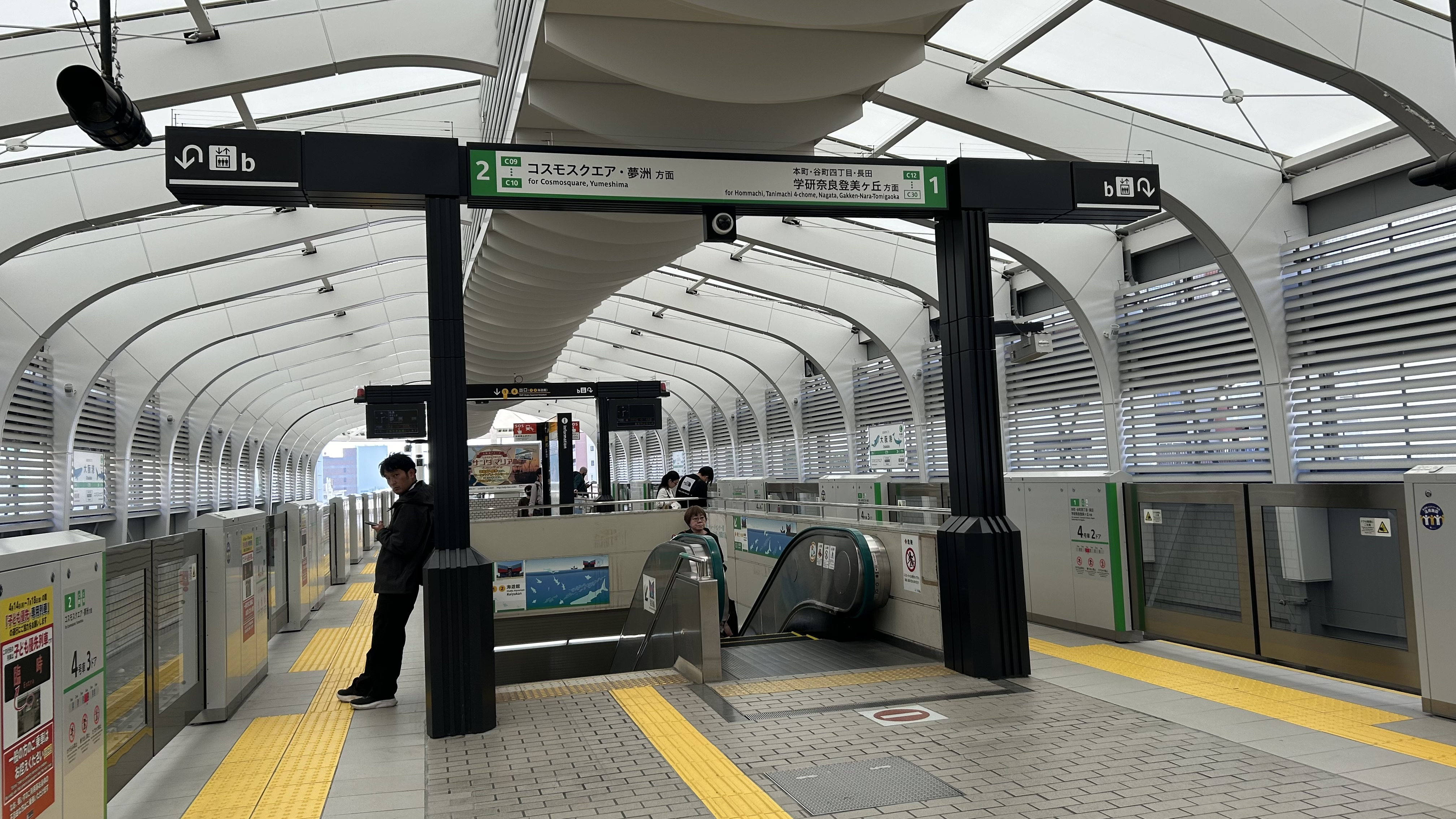
ホーム（リニューアル後、ホーム柵設置後、2025年4月）
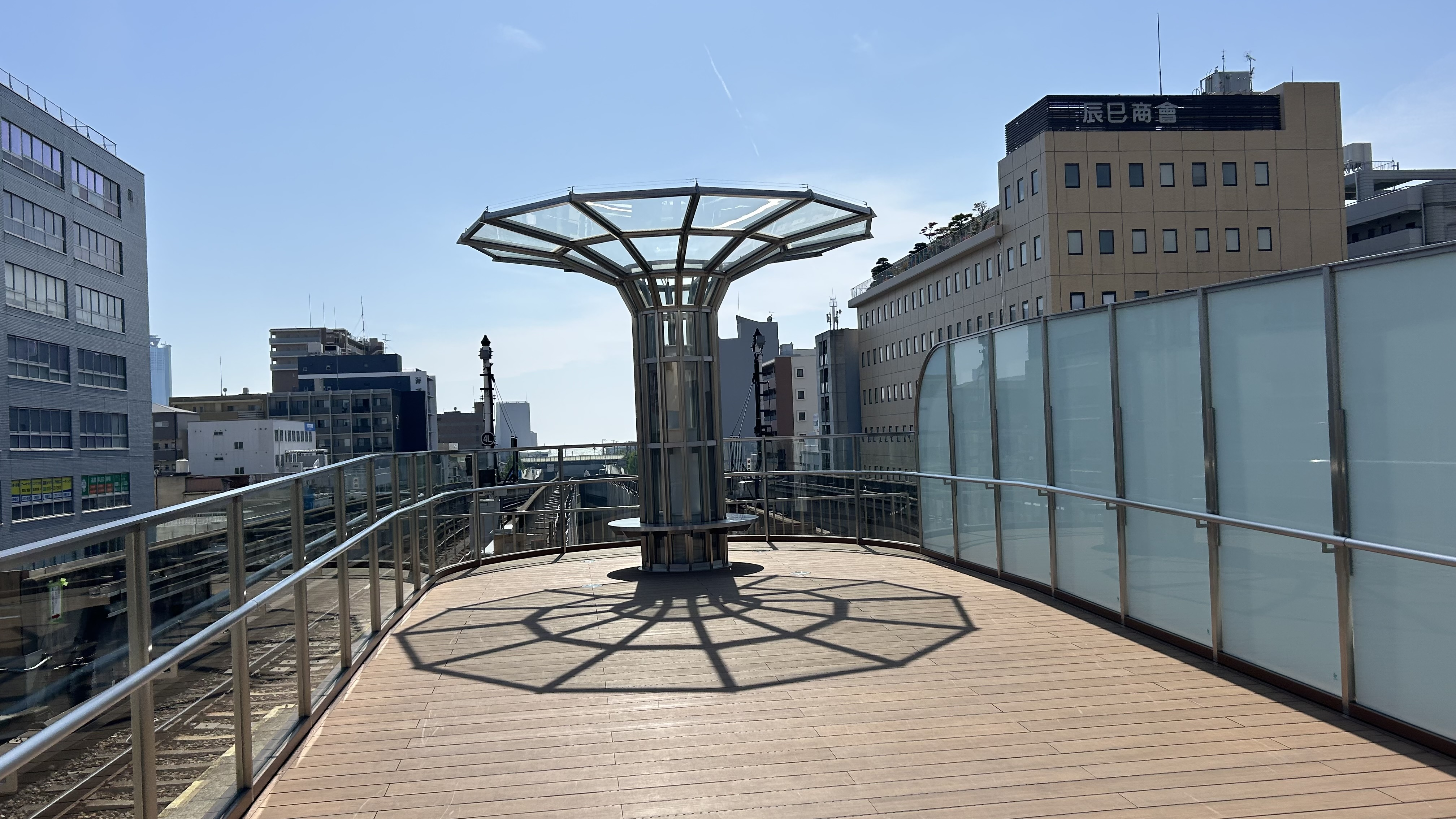
夢洲方面寄りにある展望デッキ
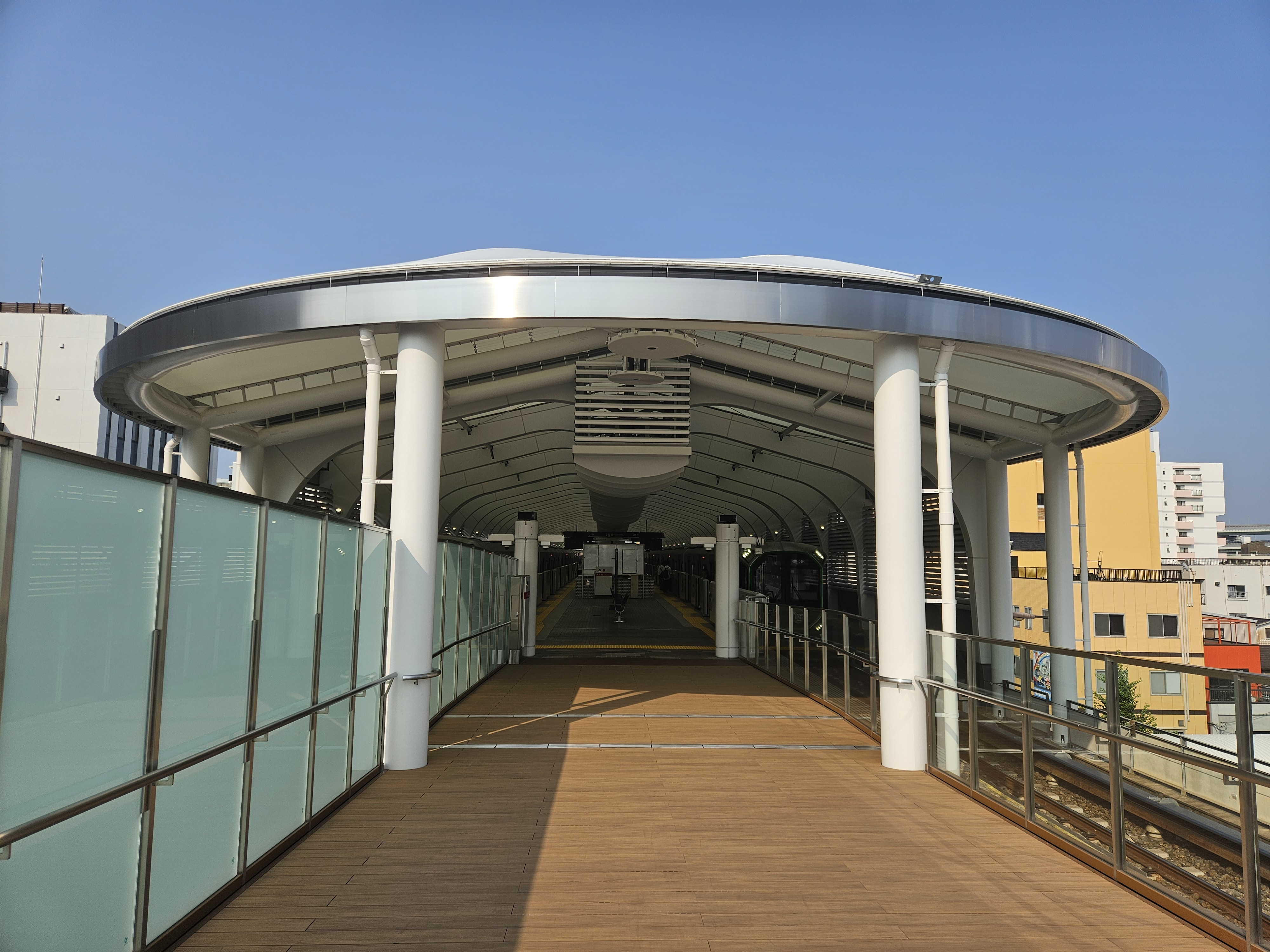
2番線方デッキ
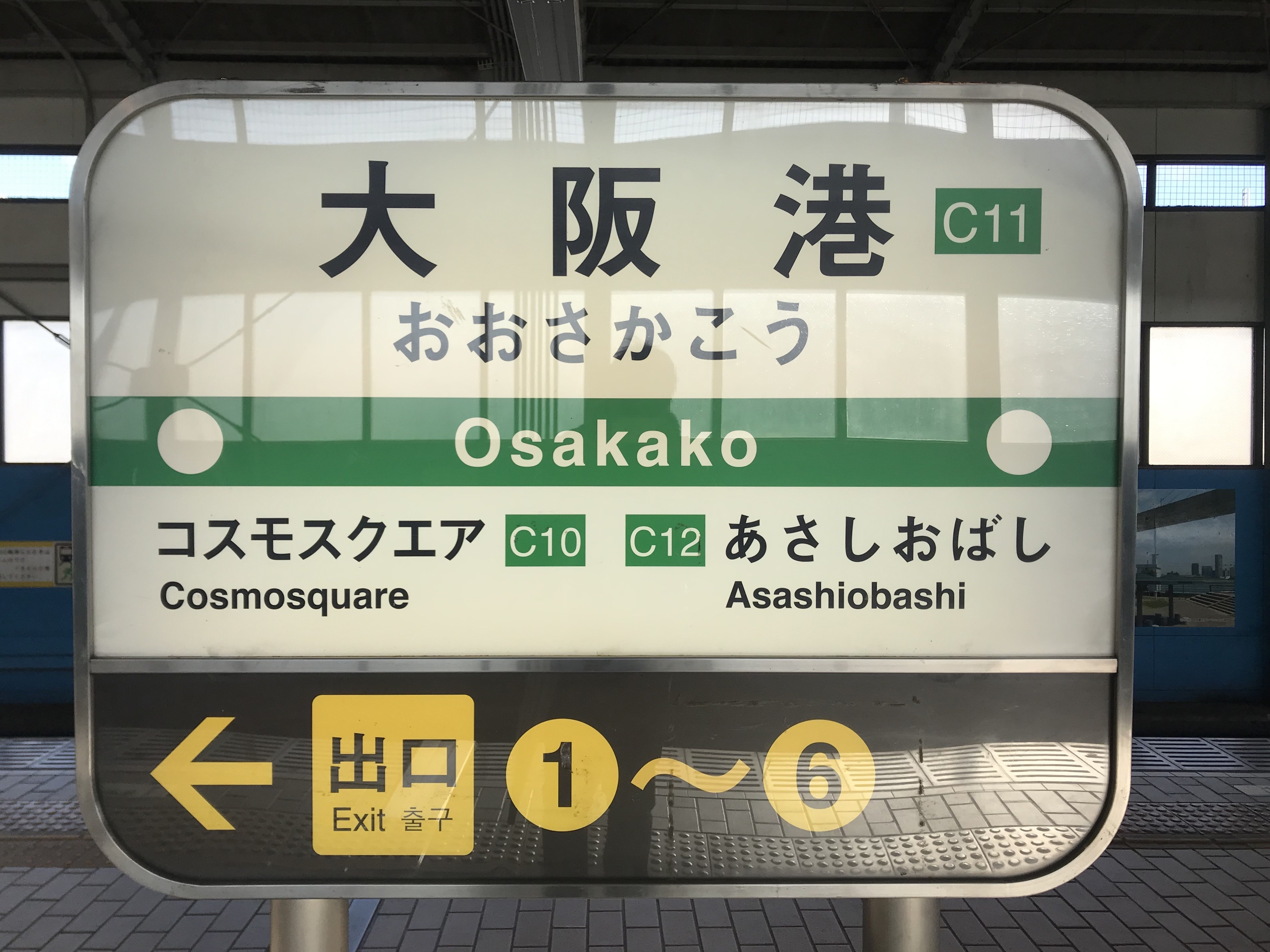
旧サイン駅名標
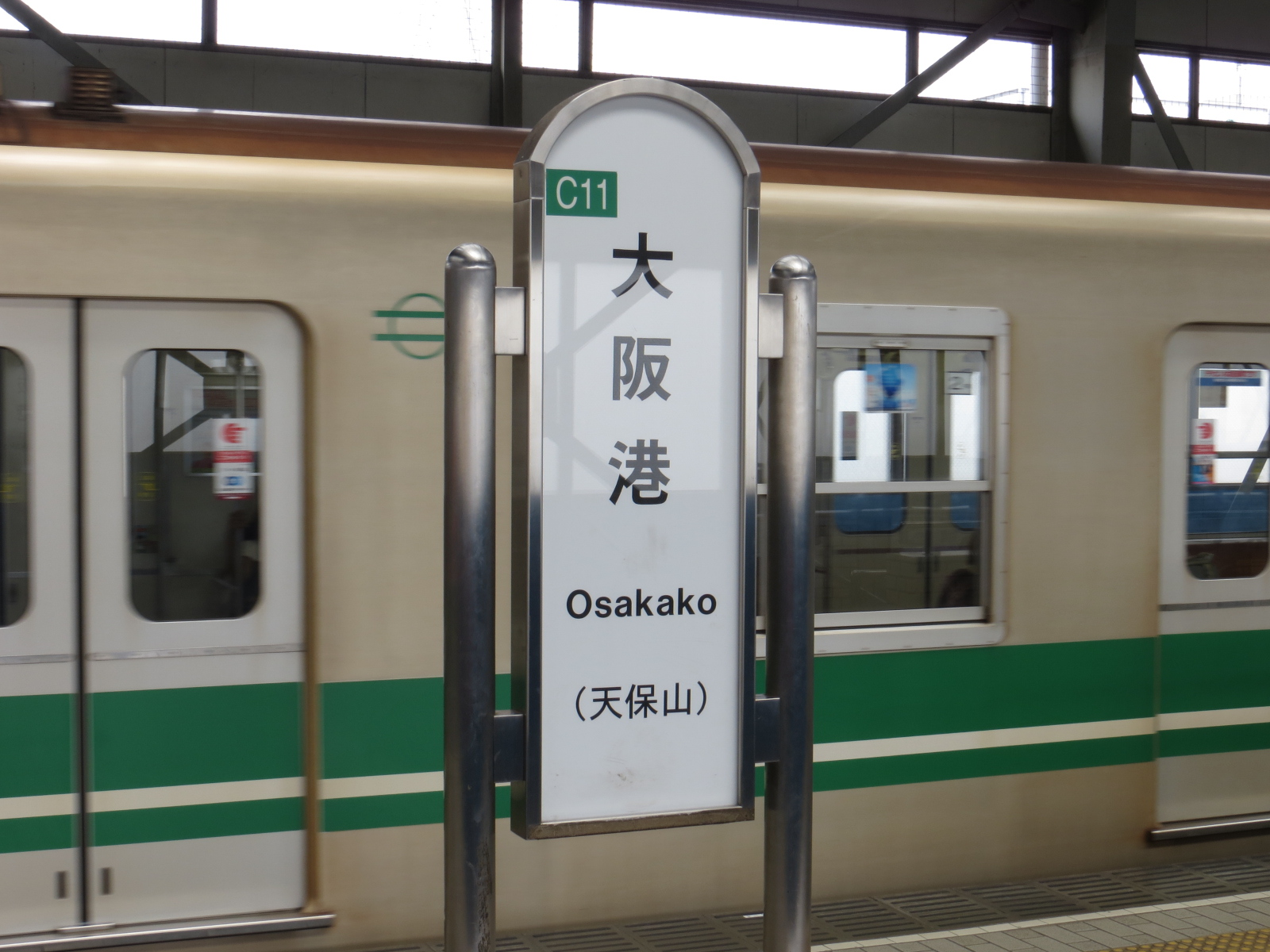
縦書駅名標（旧副駅名標追記）
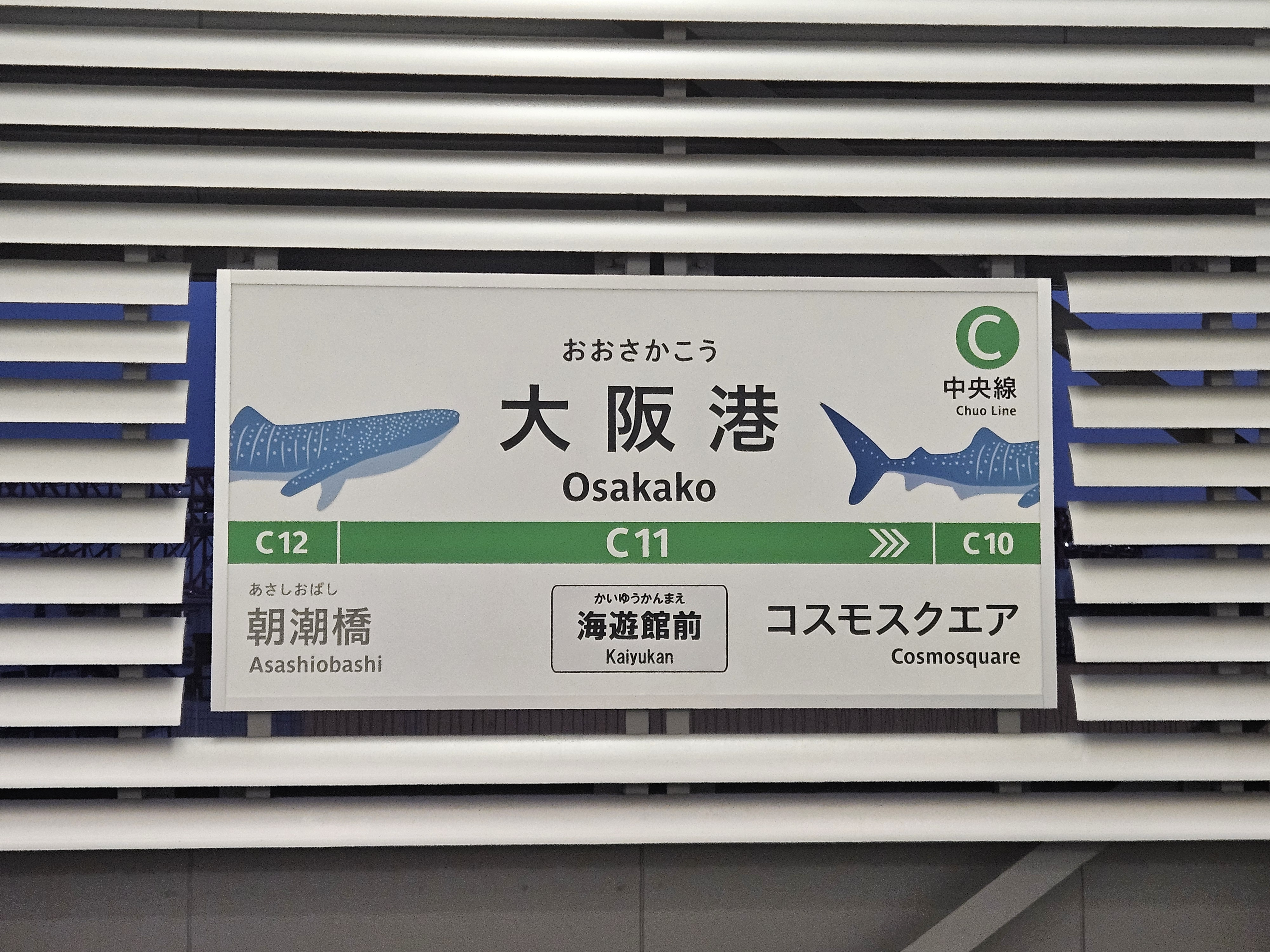
副駅名が追加された駅名標
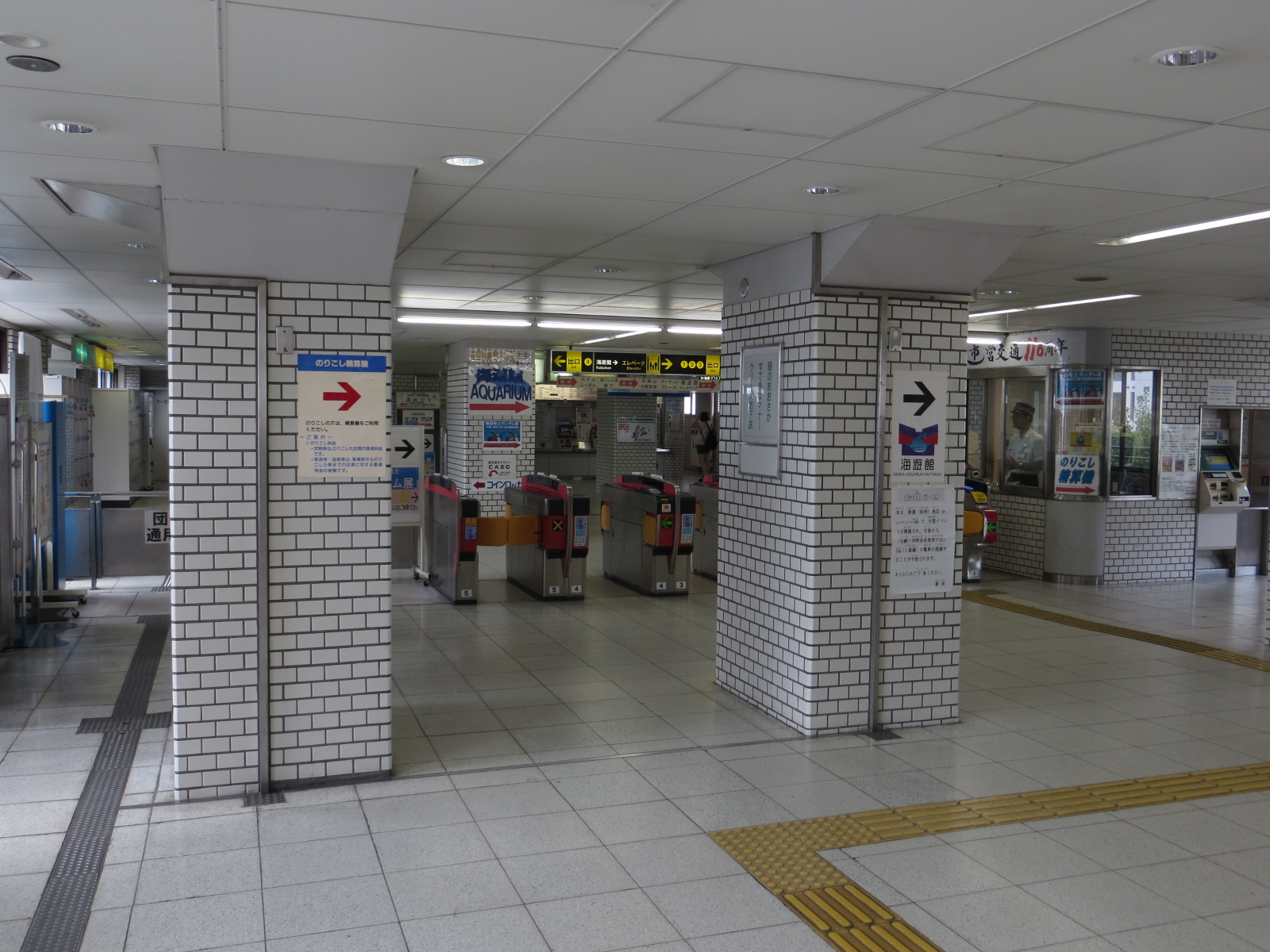
東改札口（2014年8月）

島式ホーム1面2線を持つ高架駅である。改札・コンコースは2階、ホームは3階にある。改札口は東西1か所ずつ。

### のりば
| 番線 | 路線   | 行先                                   |
| ---- | ------ | -------------------------------------- |
| 1    | 中央線 | 本町・長田・生駒・学研奈良登美ヶ丘方面 |
| 2    | 中央線 | コスモスクエア・夢洲方面               |

- 終着駅時代は両方のホームから長田方面行電車が発車していた。そのため、朝潮橋寄りに両渡り線があったが、延長後に分岐器が交換され、現在は片渡りの非常渡り線に格下げされている。

### トイレ
トイレは西・東改札内にある。

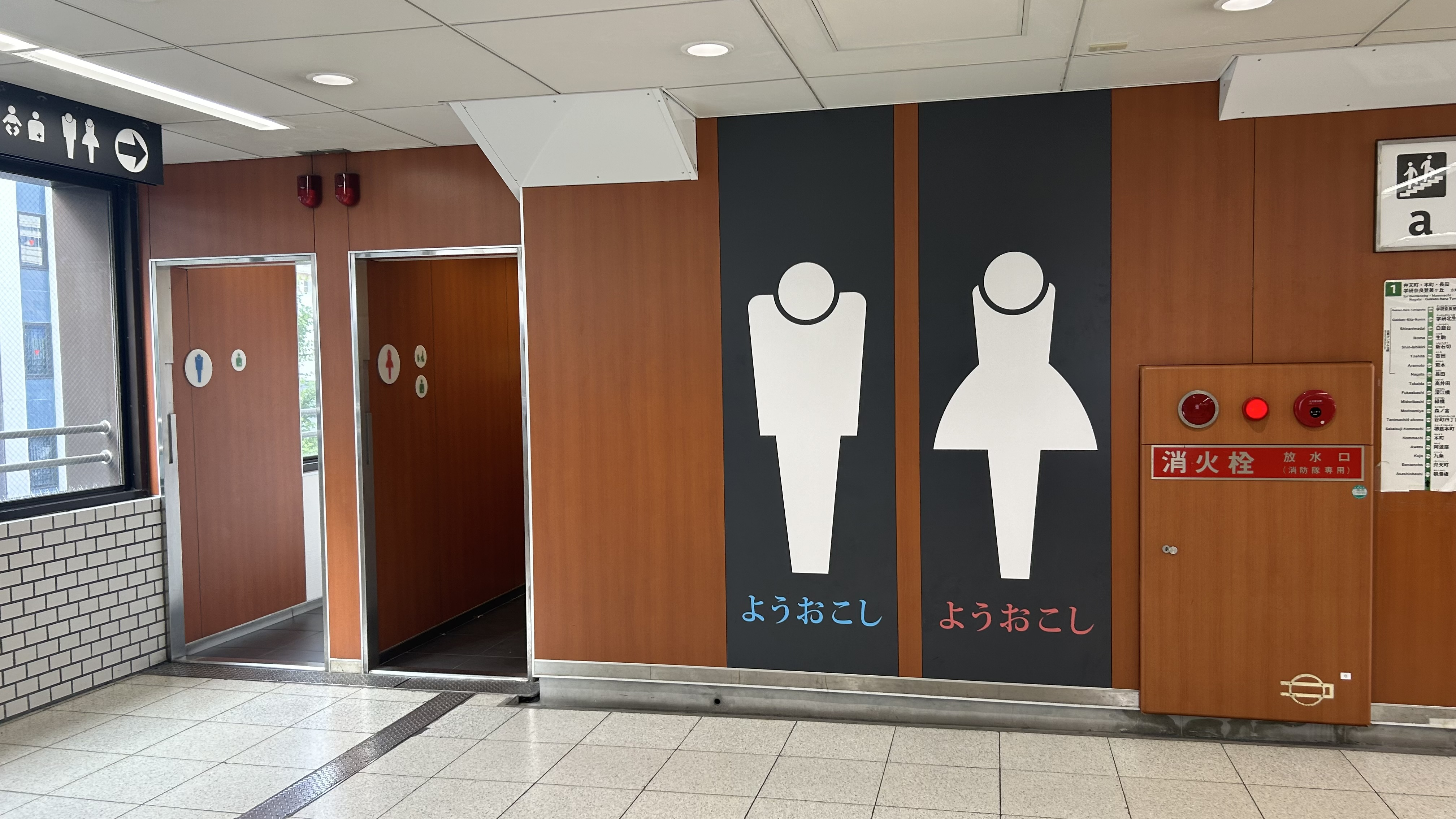
西改札内トイレ
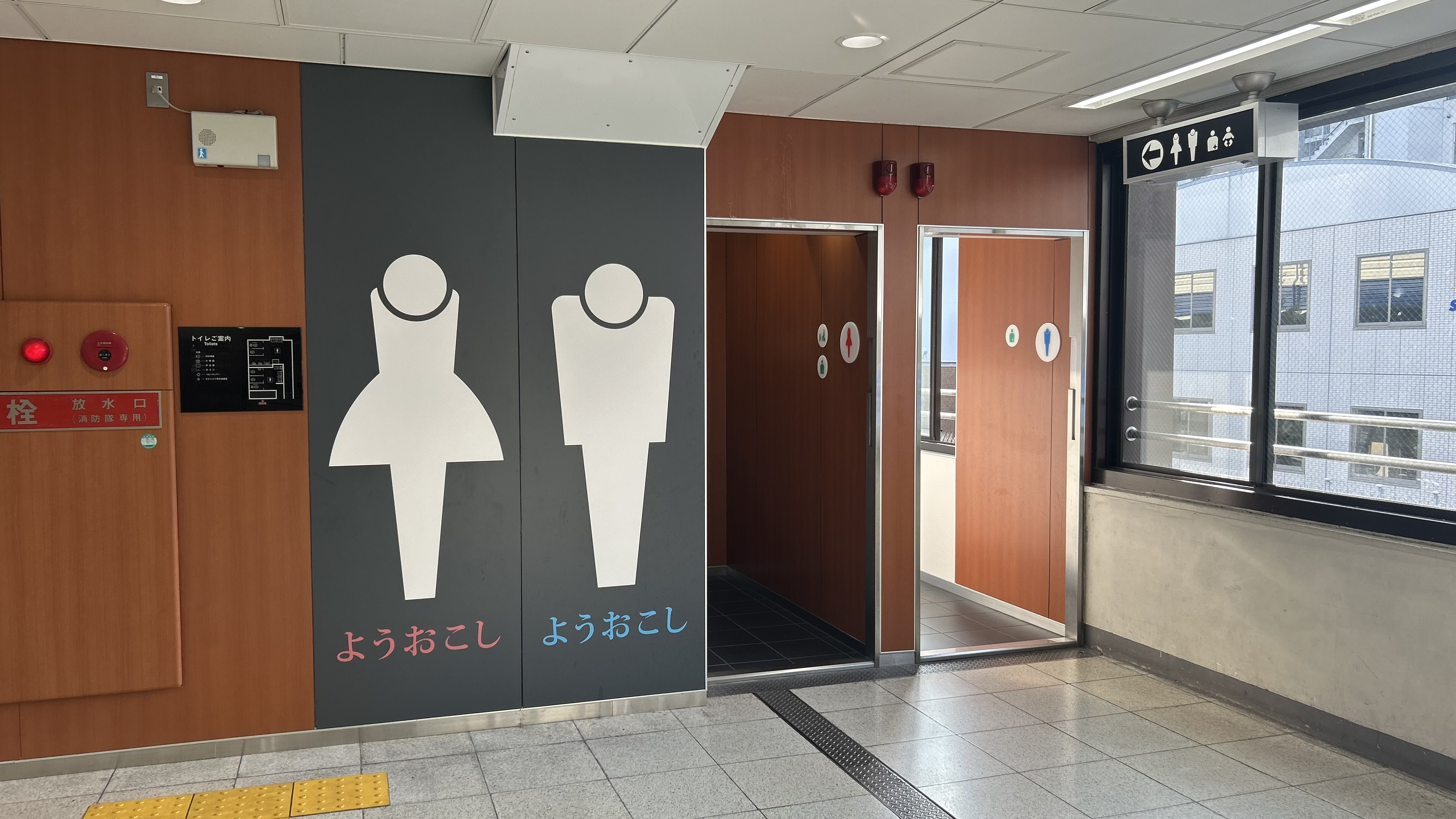
東改札内トイレ

### 出口
| 出口番号 | 出口周辺                 | 接続改札 | 備考             |
| -------- | ------------------------ | -------- | ---------------- |
| 1        | 海遊館                   | 西改札   | エレベーターあり |
| 2        | 海遊館                   | 西改札   |                  |
| 3        | シティバスのりば         | 西改札   |                  |
| 4        | 大阪港労働公共職業安定所 | 西改札   |                  |
| 5        | シティバスのりば         | 東改札   |                  |
| 6        | 海岸通ギャラリー         | 東改札   |                  |
| EV出口   |                          | 東改札   | エレベーターのみ |

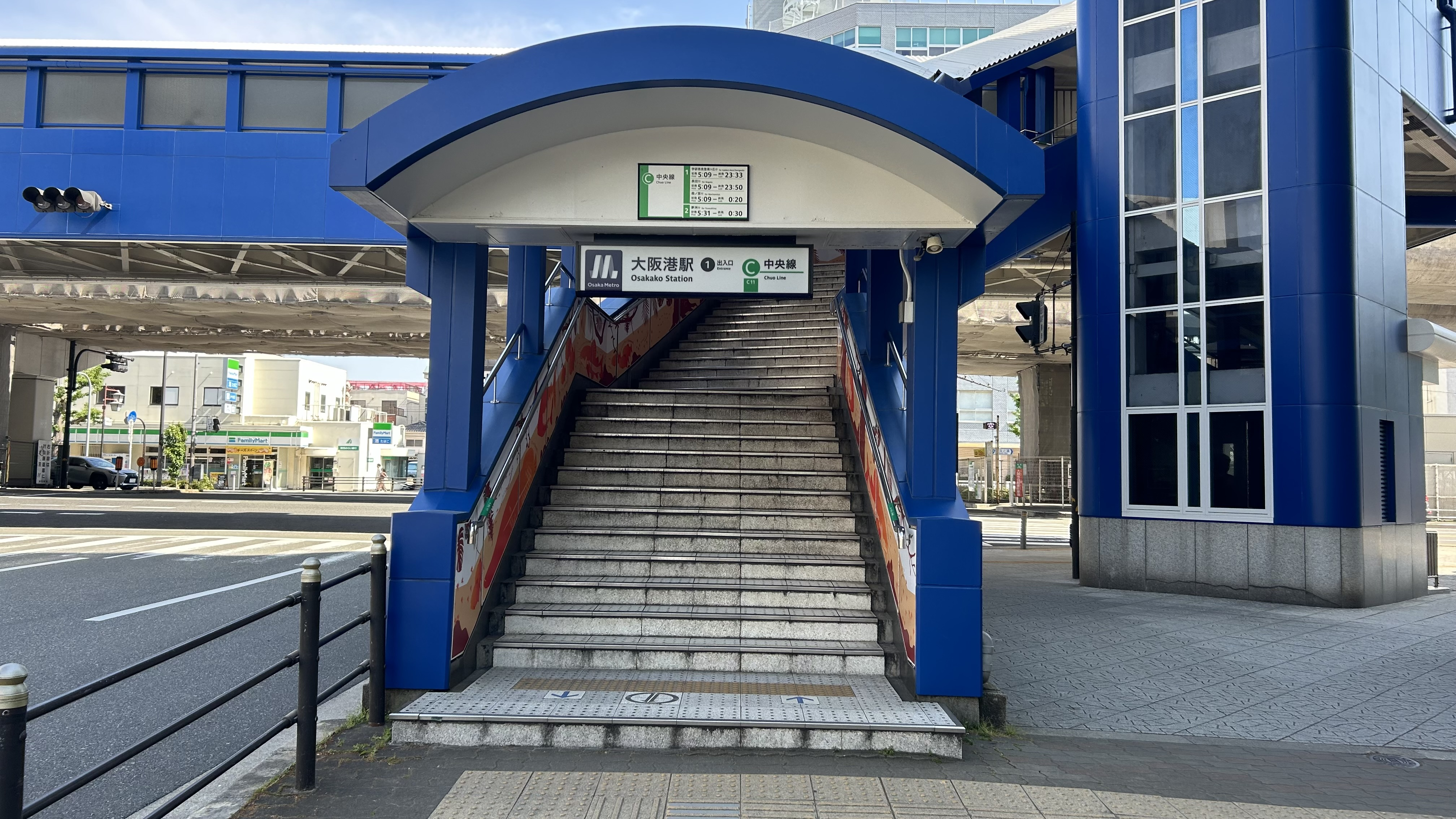
1号出入口
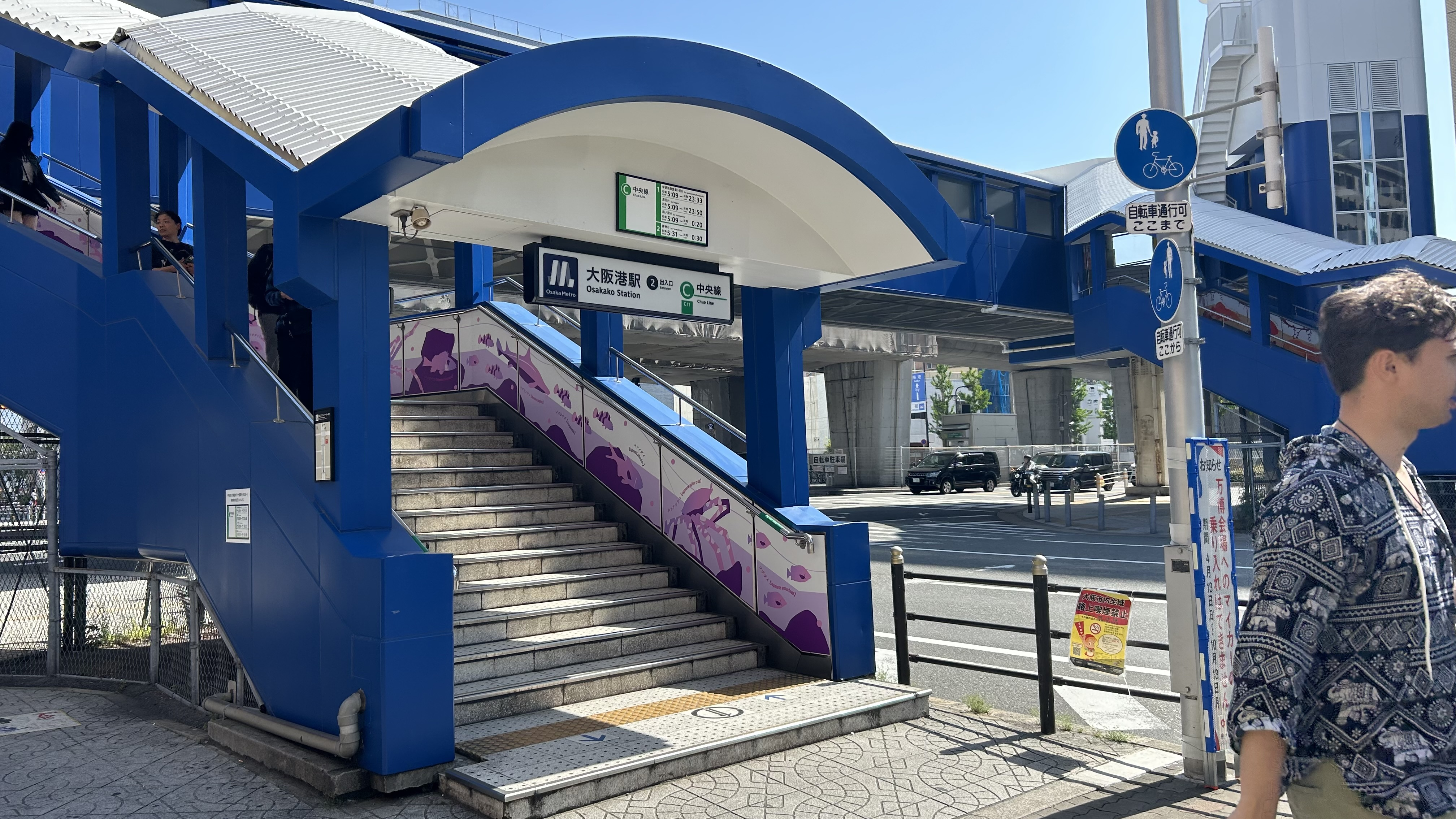
2号出入口
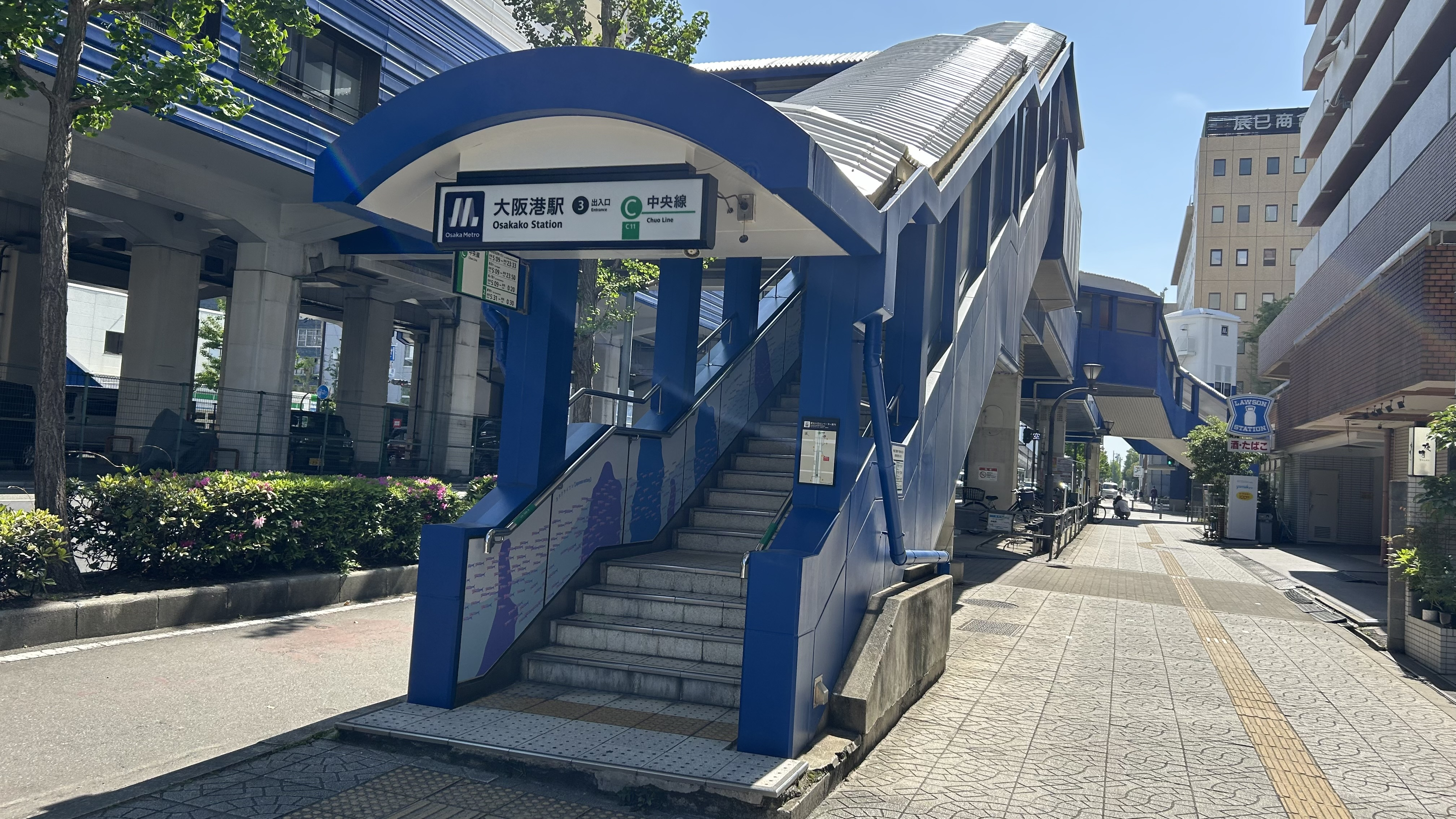
3号出入口
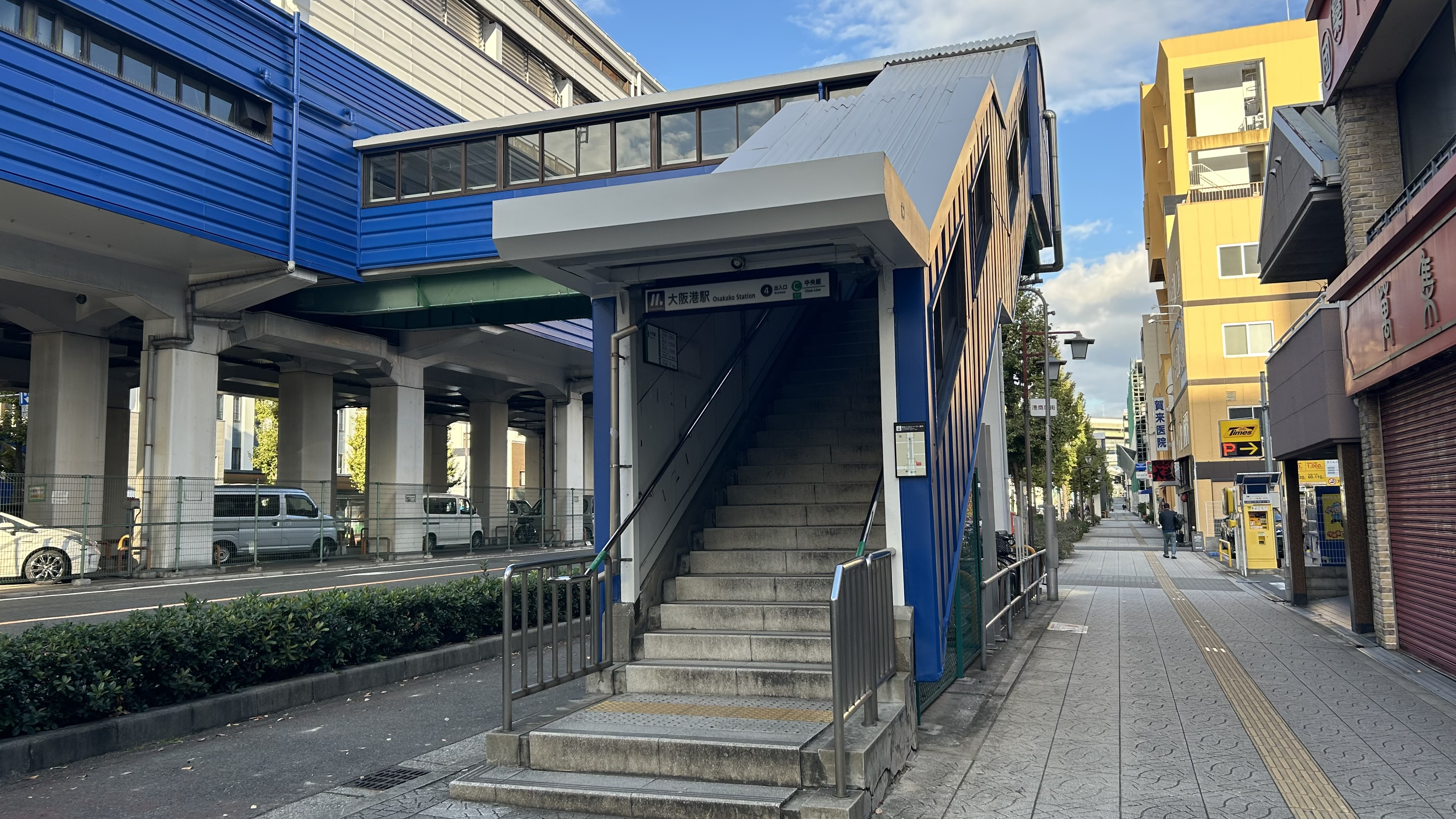
4号出入口
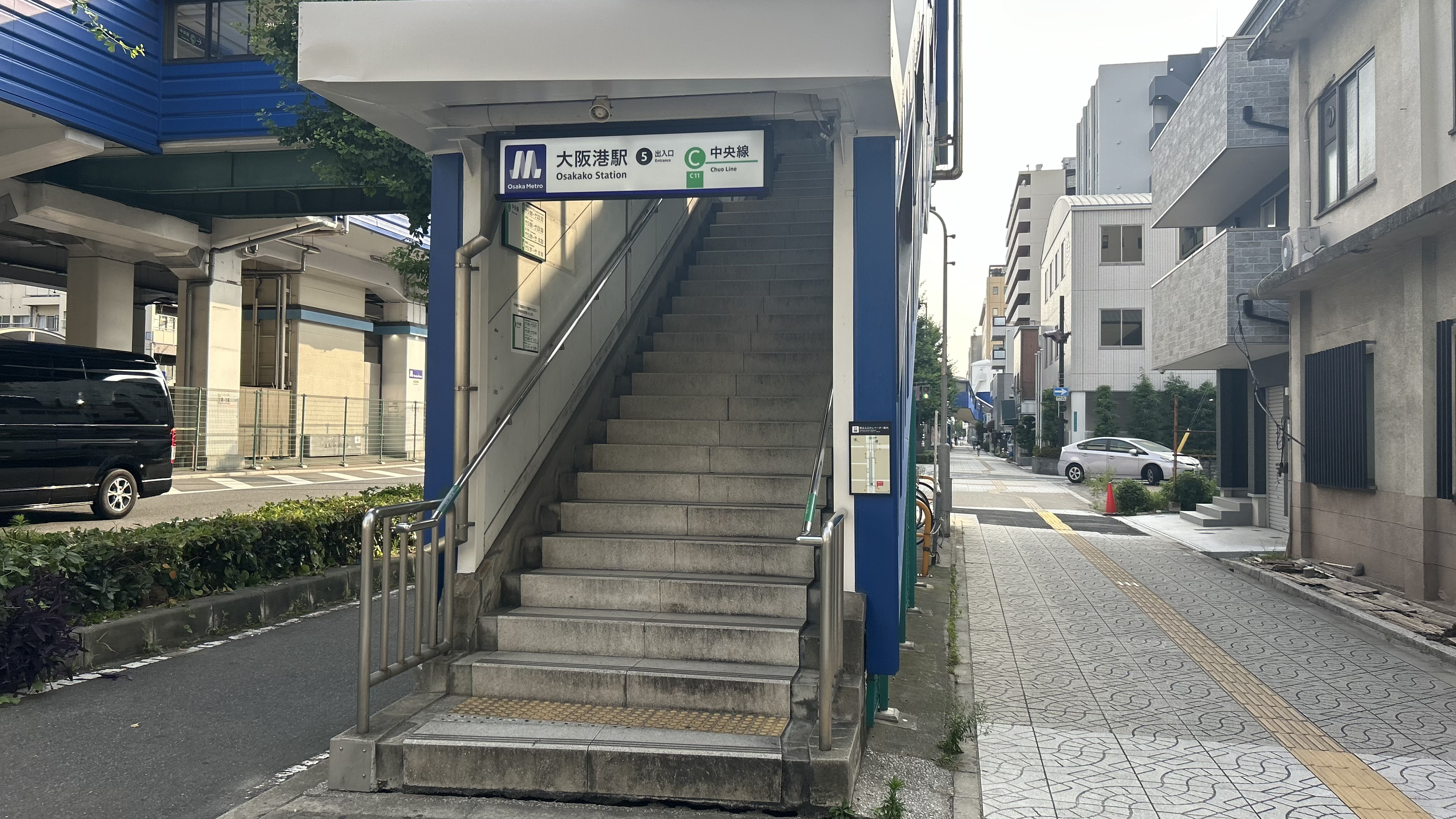
5号出入口
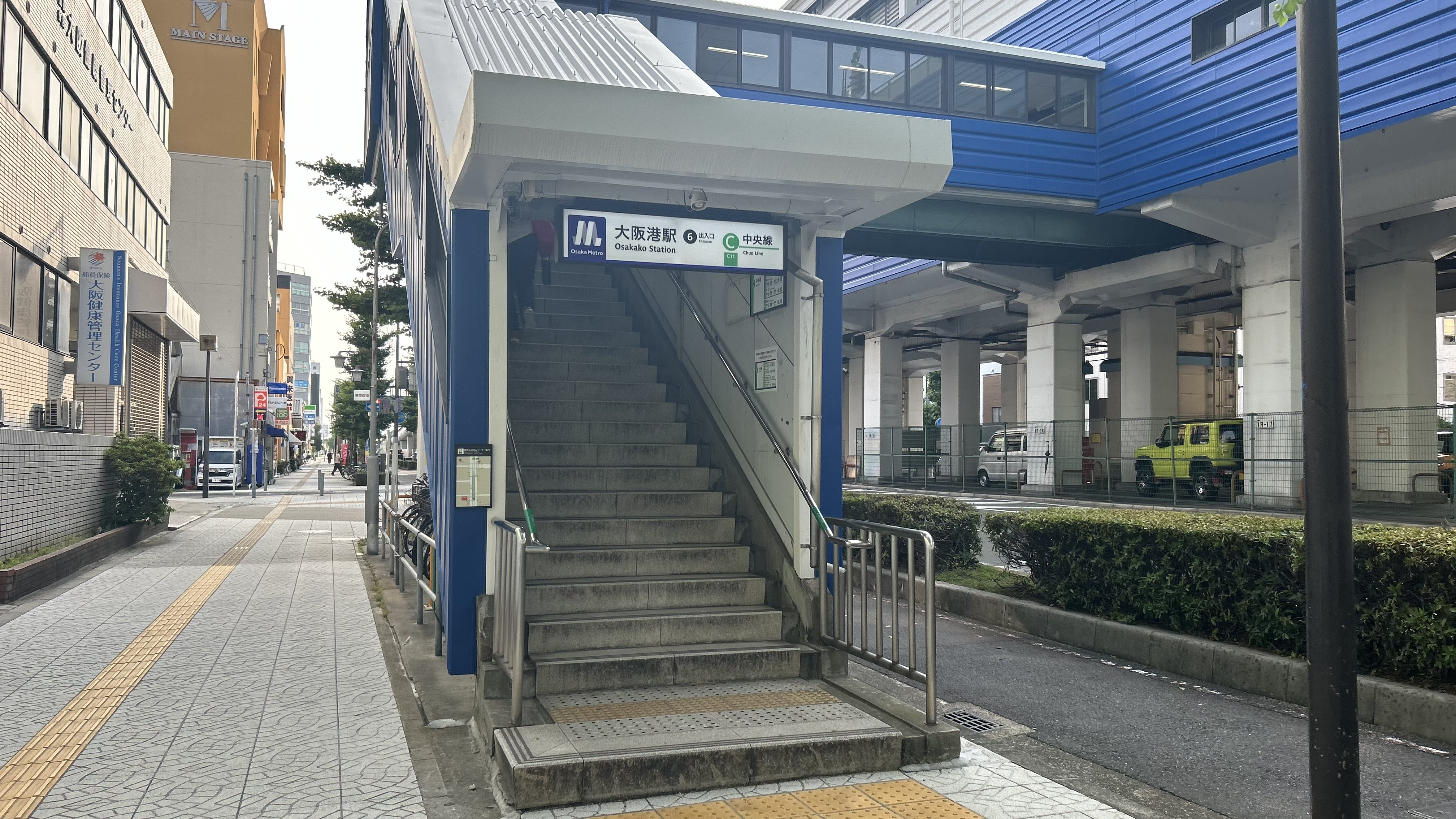
6号出入口

## 利用状況
2024年11月12日の1日乗降人員は23,298人（乗車人員：11,622人、降車人員：11,676人）である。中央線の駅では14駅中10位（他線と合算しない単独駅では第3位）。2020年から2022年にかけてはコロナ禍により乗降人員が減少したが、2023年は乗降人員が大幅に増加し、コロナ禍以前の数値に回復している。
各年度の特定日利用状況は下表の通り。なお1969・1995年度の記録については、それぞれ1970・1996年に行われた調査である（会計年度上、表中に記載の年度となる）。
| 年度               | 調査日   | 乗車人員 | 降車人員 | 乗降人員 | 出典          | 出典          |
| 年度               | 調査日   | 乗車人員 | 降車人員 | 乗降人員 | メトロ        | 大阪府        |
| ------------------ | -------- | -------- | -------- | -------- | ------------- | ------------- |
| 1966年（昭和41年） | 11月08日 | 5,958    | 6,148    | 12,106   |               | [ 大阪府 1 ]  |
| 1967年（昭和42年） | 11月14日 | 5,352    | 5,822    | 11,174   |               | [ 大阪府 2 ]  |
| 1968年（昭和43年） | 11月12日 | 5,574    | 5,521    | 11,095   |               | [ 大阪府 3 ]  |
| 1969年（昭和44年） | 01月27日 | 5,906    | 6,068    | 11,974   |               | [ 大阪府 4 ]  |
| 1970年（昭和45年） | 11月06日 | 6,990    | 7,266    | 14,156   |               | [ 大阪府 5 ]  |
| 1972年（昭和47年） | 11月14日 | 7,094    | 7,445    | 14,539   |               | [ 大阪府 6 ]  |
| 1975年（昭和50年） | 11月07日 | 8,590    | 9,012    | 17,602   |               | [ 大阪府 7 ]  |
| 1977年（昭和52年） | 11月18日 | 8,009    | 8,473    | 16,482   |               | [ 大阪府 8 ]  |
| 1981年（昭和56年） | 11月10日 | 8,046    | 8,396    | 16,442   |               | [ 大阪府 9 ]  |
| 1985年（昭和60年） | 11月12日 | 8,171    | 8,375    | 16,546   |               | [ 大阪府 10 ] |
| 1987年（昭和62年） | 11月10日 | 8,390    | 8,669    | 17,059   |               | [ 大阪府 11 ] |
| 1990年（平成02年） | 11月06日 | 14,014   | 14,507   | 28,521   |               | [ 大阪府 12 ] |
| 1995年（平成07年） | 02月15日 | 10,068   | 10,153   | 20,221   |               | [ 大阪府 13 ] |
| 1998年（平成10年） | 11月10日 | 8,982    | 9,627    | 18,609   |               | [ 大阪府 14 ] |
| 2007年（平成19年） | 11月13日 | 8,868    | 8,846    | 17,714   |               | [ 大阪府 15 ] |
| 2008年（平成20年） | 11月11日 | 9,108    | 9,064    | 18,172   |               | [ 大阪府 16 ] |
| 2009年（平成21年） | 11月10日 | 8,949    | 8,955    | 17,904   |               | [ 大阪府 17 ] |
| 2010年（平成22年） | 11月09日 | 9,046    | 9,152    | 18,198   |               | [ 大阪府 18 ] |
| 2011年（平成23年） | 11月08日 | 8,478    | 8,715    | 17,193   |               | [ 大阪府 19 ] |
| 2012年（平成24年） | 11月13日 | 8,566    | 8,713    | 17,279   |               | [ 大阪府 20 ] |
| 2013年（平成25年） | 11月19日 | 9,318    | 9,605    | 18,923   | [ メトロ 1 ]  | [ 大阪府 21 ] |
| 2014年（平成26年） | 11月11日 | 9,417    | 9,452    | 18,869   | [ メトロ 2 ]  | [ 大阪府 22 ] |
| 2015年（平成27年） | 11月17日 | 9,969    | 10,170   | 20,139   | [ メトロ 3 ]  | [ 大阪府 23 ] |
| 2016年（平成28年） | 11月08日 | 10,307   | 10,186   | 20,493   | [ メトロ 4 ]  | [ 大阪府 24 ] |
| 2017年（平成29年） | 11月14日 | 11,356   | 11,281   | 22,637   | [ メトロ 5 ]  | [ 大阪府 25 ] |
| 2018年（平成30年） | 11月13日 | 11,438   | 11,406   | 22,844   | [ メトロ 6 ]  | [ 大阪府 26 ] |
| 2019年（令和元年） | 11月12日 | 10,975   | 10,985   | 21,960   | [ メトロ 7 ]  | [ 大阪府 27 ] |
| 2020年（令和02年） | 11月10日 | 7,256    | 7,206    | 14,462   | [ メトロ 8 ]  | [ 大阪府 28 ] |
| 2021年（令和03年） | 11月16日 | 7,197    | 7,196    | 14,393   | [ メトロ 9 ]  | [ 大阪府 29 ] |
| 2022年（令和04年） | 11月15日 | 8,684    | 8,688    | 17,372   | [ メトロ 10 ] | [ 大阪府 30 ] |
| 2023年（令和05年） | 11月07日 | 11,777   | 11,802   | 23,579   | [ メトロ 11 ] | [ 大阪府 31 ] |
| 2024年（令和06年） | 11月12日 | 11,622   | 11,676   | 23,298   | [ メトロ 12 ] |               |

## 駅周辺
観光施設など
- 天保山ハーバービレッジ
  - 海遊館
  - 天保山大観覧車
  - 大阪文化館・天保山

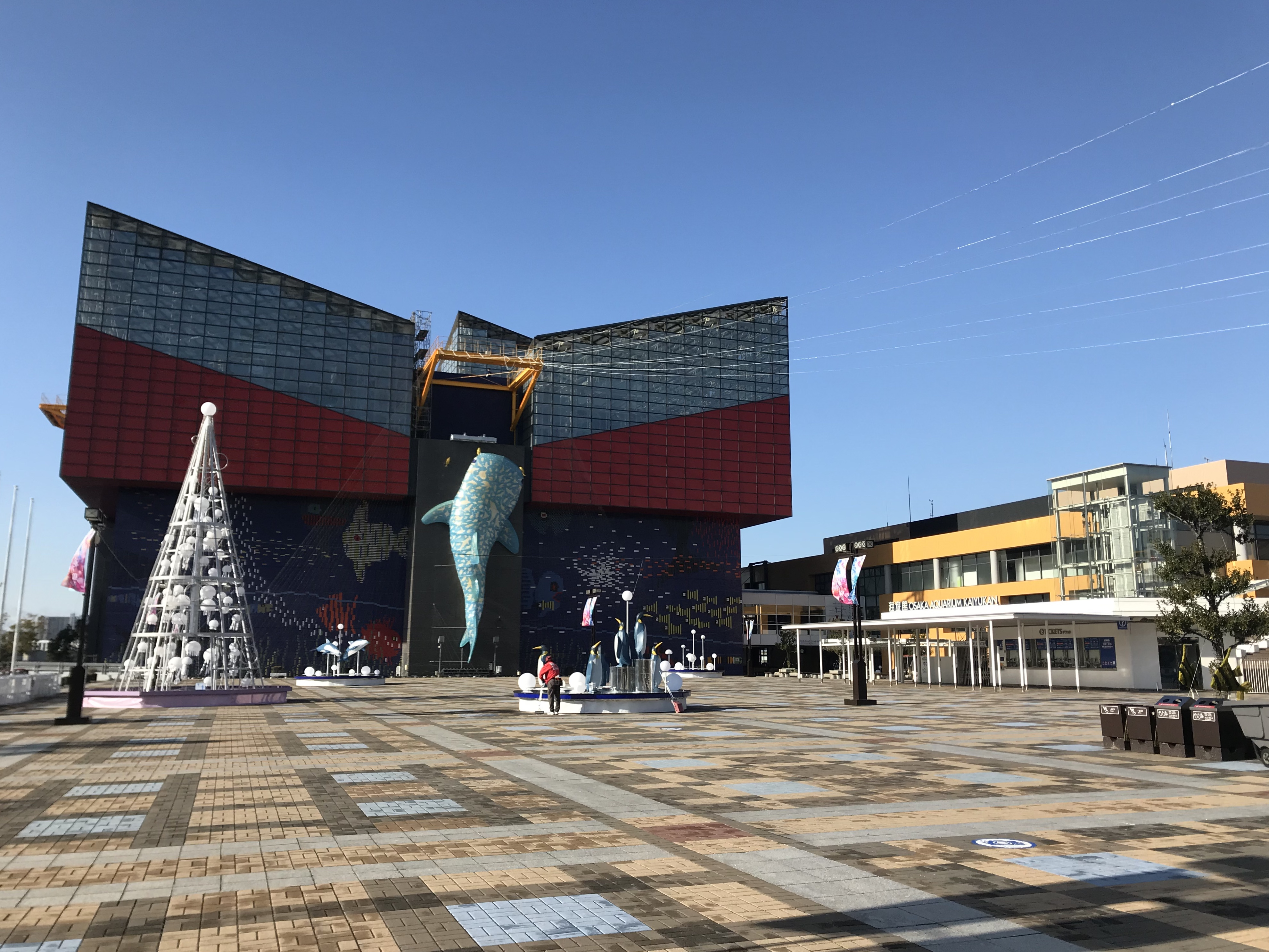
海遊館（2019年1月）

    - TEMPO HARBOR THEATER

  - 天保山マーケットプレース
    - なにわ食いしんぼ横丁

  - ホテルシーガルてんぽーざん大阪
  - マーメイド広場
- 天保山公園
  - 天保山
- 築港南公園
- 港住吉神社
- 釈迦院
- 旧住友倉庫築港赤レンガ倉庫

学校・病院・官公庁
- 大阪市立築港中学校
- 大阪市立築港小学校
- 船員保険 大阪健康管理センター
- 港築港郵便局
- 大阪港湾合同庁舎
  - 大阪税関
- 大阪府大阪水上警察署
- 大阪市水上消防署
- 天保山第五コーポ（みなと遊園跡地）

道路・渡船場
- 天保山渡船場
- 海遊館西はとば
- 天保山大橋
- 海岸通
- 国道172号（みなと通）

その他

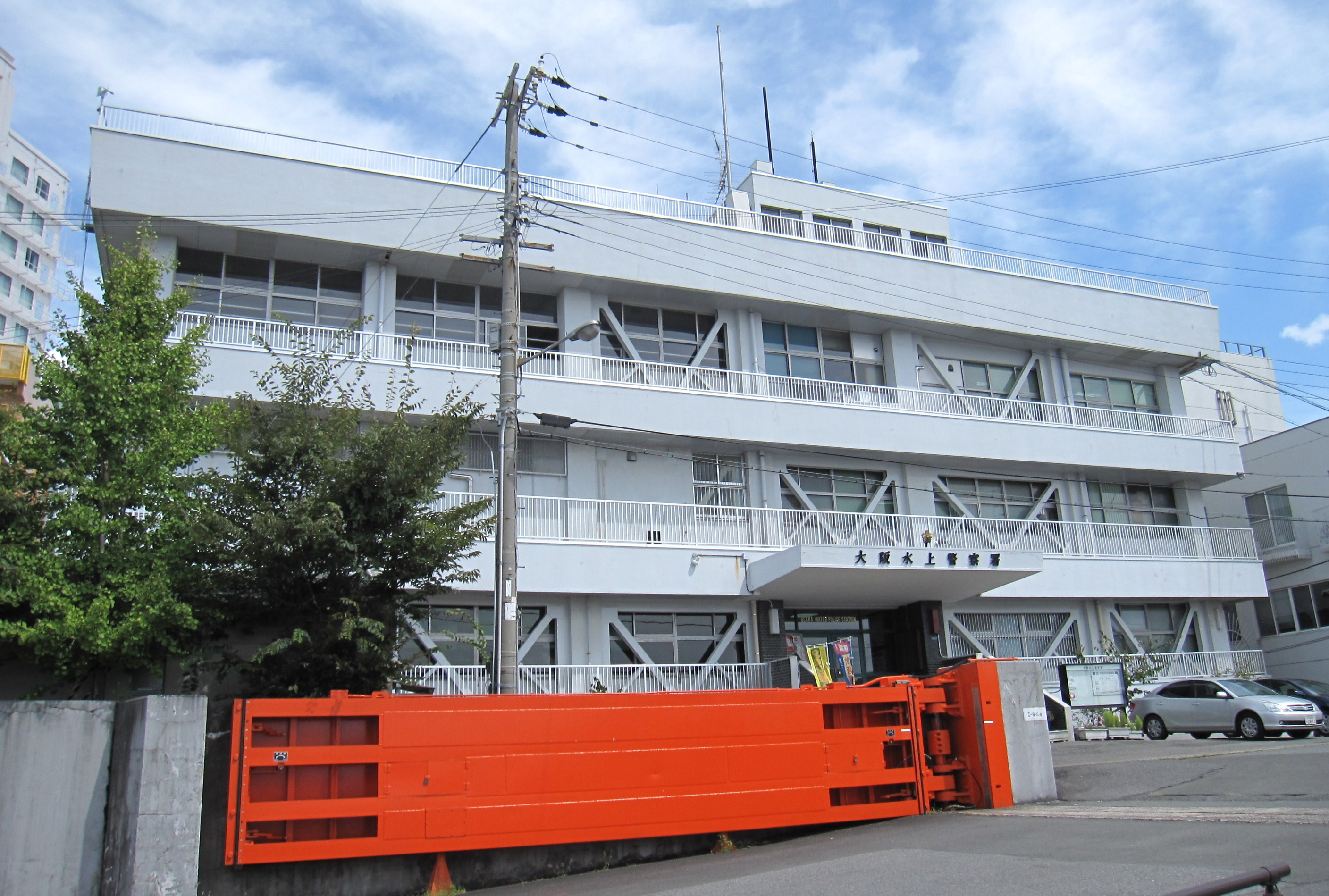
大阪府大阪水上警察署（2012年9月）

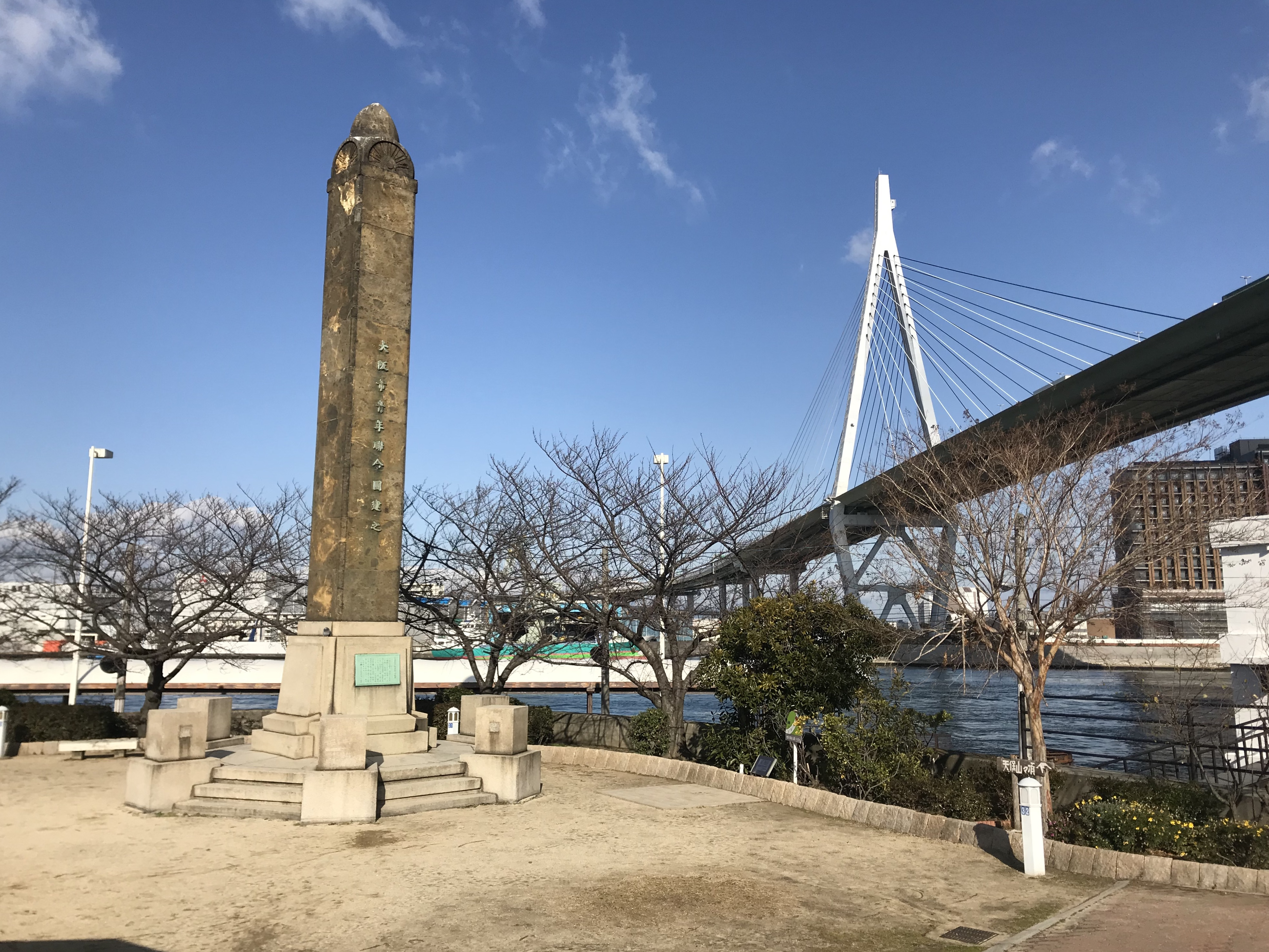
天保山大橋と天保山公園（2019年2月）

- 辰巳商会ビル（辰巳商会本社・深田サルベージ建設本社）

## バス路線
最寄停留所は地下鉄大阪港および築港一丁目となる。以下の路線が乗り入れ、大阪シティバスにより運行されている。
- 51号系統：弁天町駅前・ドーム前千代崎（ドーム前千代崎行は引き続き98号系統大正区役所前行として運行）/天保山
- 60号系統：なんば/天保山
- 72号系統：天保山/鶴町四丁目
- 88号系統：大阪駅前/天保山

## 備考
- 廃止された大阪環状線の貨物支線（大阪臨港線）にも1984年まで同じ表記の貨物駅（大阪港駅、おおさかみなとえき）があった。

## 隣の駅
大阪市高速電気軌道 (Osaka Metro)
 中央線
コスモスクエア駅 (C10) - 大阪港駅 (C11) - 朝潮橋駅 (C12)
- ( ) 内は駅番号を示す。

### 記事本文